# Phascolosoma pacificum
Phascolosoma pacificum är en stjärnmaskart som beskrevs av Wilhelm Moritz Keferstein 1866. Phascolosoma pacificum ingår i släktet Phascolosoma och familjen Phascolosomatidae. Inga underarter finns listade i Catalogue of Life.